# 一條教輔
一条教輔（いちじょう のりすけ；1633年6月8日（寬永十年五月初二）—1707年2月8日（寶永四年正月初六），日本江戶時代前期公卿，本名伊實，後名教良。
父親一条昭良是後陽成天皇九皇子，他的正妻是備前國岡山藩主池田光政之女靖巖院，有一子一條兼輝。
他的正式官職是正二位右大臣，他在1644年（寬永21年）敘任從三位，後歷任右近衛大將、內大臣，1655年（承應4年）任右大臣，1659年辭任，後曾出任攝政、關白等職務。在1707年去世，享年75歲，法名後唯心院。